# .45 ACP
.45 ACP (англ. Automatic Colt Pistol, .45 caliber), або .45 АКП — пістолетний унітарний набій, розроблений Джоном Браунінгом у 1905 році. Відтоді став поширеним набоєм для самооборони (особливо в США). Є безфланцевою (тобто без виступу вінця) версією старого револьверного набою .45 Colt із діаметром вінця, рівним діаметру стандартного гвинтівкового набою.
Під цей набій був створений пістолет Кольт M1911, а згодом низка американських пістолетів-кулеметів (Томпсон, М3, AMT Hardballer та ін.). Набій має низьку початкову швидкість і тому його часто використовують для створення «безшумних» варіантів зброї з глушниками (наприклад, карабін De Lisle часів Другої світової війни).
Під час Першої світової війни цей набій також використовували в револьверах Кольт М1917 і, бувши безфланцевим, потребував напівкруглу обойму для екстракції з барабана.

## Розміри набою

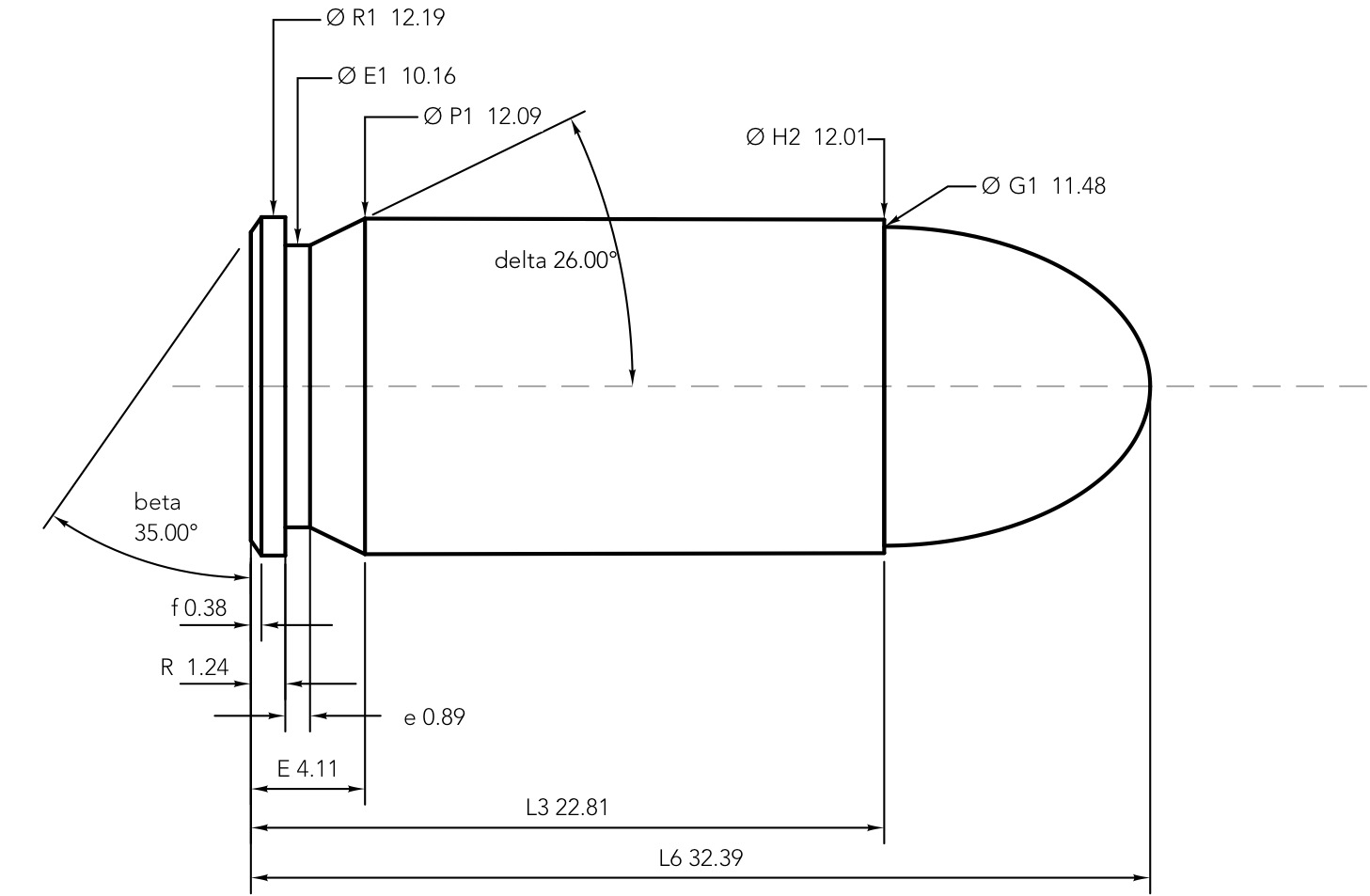
Максимальні розміри набою .45 ACP за стандартами C.I.P. Усі розміри в міліметрах (мм).

## Інші назви
У літературі можна зустріти інші назви набою .45 ACP:
- .45 Auto
- .45 M1911 (Армія США)
- S.A. .450 (Армія співдружності)
- 11,43×23 мм (метрична)